# Communications Technology Satellite
CTS (Communications Technology Satellite) o Hermes fue un satélite de comunicaciones experimental canadiense lanzado el 17 de enero de 1976 mediante un cohete Delta desde Cabo Cañaveral a una órbita geoestacionaria.
Estaba destinado a probar un nuevo concepto en las comunicaciones por satélite: el uso de pequeñas antenas terrestres gracias a emisiones de alta potencia desde el satélite. Para conseguirlo se utilizaron varios avances:
- Uso de grandes paneles solares flexibles para generar grandes potencias (hasta 1200 vatios). Estos paneles fueron proporcionados por la ESA. Los satélites de comunicaciones previos estaban limitados debido a que utilizaban células solares instaladas sobre la misma superficie del satélite, no en paneles.
- Un sistema de estabilización en los tres ejes para permitir una iluminación continua sobre los paneles solares y asegurar la estabilidad del haz de transmisión.
- Un transmisor de alta potencia con un nuevo diseño para el tubo de ondas, que generaba 200 vatios de potencia. El transmisor fue proporcionado por la NASA.
- La emisión en una nueva banda de frecuencia, más alta (12-14 GHz) que las frecuencias utilizadas hasta el momento, sin interferir con los sistemas de microondas terrestres ya existentes.

En su momento, Hermes fue el satélite de comunicaciones más potente lanzado, y el primero en funcionar en banda Ku.